# Jeff King
Pour les articles homonymes, voir Jeff King (homonymie) et King.
Jeff King est un skateur professionnel originaire de Encinitas en Californie. Il est connu pour être un « bricoleur » du skate, c'est-à-dire que Jeff construit ses spots lui-même, soit en construisant soit en récupérant des matériaux ou des objets divers de la rue ou de l'environnement. Jeff King apparut dans le jeu Tony Hawk's Proving Ground.

## Biographie
Jeff apparut à la télévision, d'abord en présentant une mini-émission appelée Create-A-Spot sur la chaîne FUEL TV. Ensuite il enchaîna avec l'émission Built to shred dont la première émission fut réalisée le 28 septembre 2008. L'émission parle du « bricolage » dans le monde de la glisse, où à chaque émission Jeff et ses compères tentent de réaliser les spots les plus fous pour le skateboard, le BMX, le snowboard, le motocross…